# Design by Ulf
Design by Ulf war ein schwedischer Hersteller von Automobilen.

## Unternehmensgeschichte
Ulf Bolumlid gründete 1987 das Unternehmen in Falköping und begann 1992 mit der Produktion von Automobilen. Der Markenname war Ulf. 2005 oder kurz danach endete die Produktion. Insgesamt entstanden etwa 50 Exemplare.

## Fahrzeuge
Das Unternehmen stellte Kit Cars und Bausätze für Kit Cars her. Das erste Modell war der Mania Spyder, ein offener Zweisitzer. Als Fahrgestell konnte der Plattformrahmen des VW Käfer verwendet werden. In diesem Fall war der Motor im Heck montiert. Alternative war ein Rohrrahmen, der für Mittelmotorbauweise ausgelegt war. 2001 endete die Produktion des Mania Spyder.
2001 folgte der Supersportwagen Sensor, ebenfalls mit Mittelmotor. Im Prototyp kam ein V6-Motor von Alfa Romeo zum Einsatz. In den späteren Serienmodellen sorgten V8-Motoren von Rover oder Chevrolet für den Antrieb. 2005 endete die Produktion des Sensor.
Außerdem gab es die Modelle Streamster, Archer und Speedking. Dies waren Fahrzeuge mit Gitterrohrrahmen, Aluminiumkarosserie und Zwölfzylindermotor von Jaguar.